# Carlos Retegui
Pour les articles homonymes, voir Retegui.
Carlos José Retegui né le 19 décembre 1969 à San Fernando, est un joueur de hockey sur gazon argentin à la retraite, surnommé Chapa. Il a été membre de l'équipe nationale de 1989 à 2006 et a participé à trois Jeux olympiques d'été (1996, 2000 et 2004). En 2006, il a été renvoyé de l'équipe nationale par son ancien coéquipier et entraîneur-chef, Sergio Vigil.
Entre 2008 et 2009, il a entraîné l'équipe nationale masculine argentine de hockey sur gazon. En 2009, il a succédé à Gabriel Minadeo comme entraîneur de l'équipe d'Argentine féminine de hockey sur gazon jusqu'en 2012, date à laquelle son contrat n'a pas été renouvelé. Début 2013, il a repris l'équipe masculine, et après la démission d'Emanuel Roggero fin 2013 en tant qu'entraîneur féminin, il s'est occupé des deux équipes jusqu'aux Coupes du monde 2014. Lors du tournoi masculin, l'équipe nationale a remporté la médaille de bronze, le meilleur résultat de son histoire, et a également remporté la médaille de bronze lors du tournoi féminin. Après avoir perdu la demi-finale féminine, il a confirmé que le match pour la médaille de bronze serait son dernier en tant qu'entraîneur et qu'il continuerait uniquement avec l'équipe masculine.
Retegui a entraîné l'équipe féminine vers des médailles d'or à la Coupe du monde 2010, aux Champions Trophy 2009, 2010 et 2012. Sous sa direction, Las Leonas a également remporté la médaille d'argent au Champions Trophy 2011, Jeux panaméricains de 2011 et Jeux olympiques d'été de 2012 et la médaille de bronze à la Coupe du monde 2014.
Avec l'équipe masculine, il a remporté la médaille d'or aux Jeux olympiques d'été de 2016 faisant de Los Leones la seule équipe des Amériques à avoir remporté ce tournoi, à la fois les tournois masculin et féminin. Il a également entraîné l'équipe vers une médaille d'argent à la Ligue mondiale 2016-2017, une médaille de bronze au Champions Trophy masculin 2008 et Coupe du monde 2014, et médailles d'or aux Jeux panaméricains de 2015, aux Coupes d'Amérique 2013 et 2017.
Début 2018, il a démissionné de son poste d'entraîneur de l'équipe nationale, mais est finalement revenu en tant qu'entraîneur-chef pour les Jeux olympiques de la jeunesse de 2018,. Et en 2019, il redevient entraîneur de l'équipe nationale féminine.

## Vie personnelle
Le fils de Retegui, Mateo, est footballeur professionnel, et sa fille, Micaela, a été appelée à faire partie de l'Argentine à début 2019.